# Samtgemeinde Rosche
Die Samtgemeinde Rosche ist eine Samtgemeinde inmitten der Lüneburger Heide im Landkreis Uelzen, Niedersachsen. Diese Samtgemeinde ist eine der wenigen Samtgemeinden, deren Namensgeber nur die zweitgrößte Gemeinde in der Samtgemeinde nach Suhlendorf ist.

## Samtgemeindegliederung
Die Samtgemeinde Rosche besteht aus den Gemeinden mit den Ortsteilen
- Oetzen mit den Ortsteilen Bruchwedel, Dörmte, Jarlitz, Stöcken und Süttorf sowie der Oetzmühle.
- Rätzlingen
- Rosche mit den Ortsteilen Borg, Göddenstedt (Gut Göddenstedt), Hohenweddrien, Katzien, Nateln, Neumühle, Polau, Prielip, Schmölau (Retzien), Schwemlitz (Probien), Stütensen, Teyendorf und Zarenthien (Gauel) sowie der Göddenstedter Mühle.
- Stoetze mit den Ortsteilen Bankewitz, Boecke, Schlankau, Groß Malchau, Hohenzethen und Nievelitz sowie Hof Rohrstorf, Törwe und Zieritz.
- Suhlendorf mit den Ortsteilen Batensen, Dallahn, Dalldorf, Groß Ellenberg, Grabau, Güstau, Klein Ellenberg, Klein Malchau, Kölau, Molbath, Nestau, Növenthien, Rassau, Schlieckau und Wellendorf sowie St. Omer.

## Politik

### Samtgemeinderat
Der Samtgemeinderat Rosche besteht aus 18 Ratsfrauen und Ratsherren. Dies ist die festgelegte Anzahl für eine Samtgemeinde mit einer Einwohnerzahl zwischen 6.001 und 7.000 Einwohnern. Die Ratsmitglieder werden durch eine Kommunalwahl für jeweils fünf Jahre gewählt. Neben den 18 in der Samtgemeindewahl gewählten Mitgliedern ist außerdem der hauptamtliche Samtgemeindebürgermeister im Rat stimmberechtigt.
Die vergangenen Kommunalwahlen ergaben die folgenden Sitzverteilungen:
| Wahljahr | CDU | SPD | GRÜNE | FDP | Linke | Gesamt   |
| 2021     | 10  | 4   | 2     | 2   | -     | 18 Sitze |
| 2016     | 10  | 4   | 2     | 1   | 1     | 18 Sitze |
| 2011     | 10  | 6   | 3     | 1   | -     | 20 Sitze |

Stand Kommunalwahl am 12. September 2021

### Samtgemeindebürgermeister
Samtgemeindebürgermeister ist Michael Widdecke. Stellvertreter sind die Ratsmitglieder Peter Hallier (SPD) und Bernd Burmester (CDU). Allgemeiner Verwaltungsvertreter ist Rolf Musik.

### Wappen
Das Wappen der Samtgemeinde Rosche ist in Rot und Gold gespalten. Vorn befinden sich auf goldenem Grund fünf grüne Eichenblätter, hinten ein silberner Wellenbach, begleitet oben von einer silbernen Pflugschar und unten von einem silbernen Mühlstein mit Scharniereisen.

## Museen
- Museum am Mühlenberg in Suhlendorf